# 1941 w nauce

## Nauki przyrodnicze i ścisłe

### Astronomia
- 21 września – całkowite zaćmienie Słońca

### Biologia
- George Wells Beadle i Edward Lawrie Tatum opublikowali Genetic Control of Biochemical Reactions in Neurospora (genetyka).